# 籍秦
籍秦（?—?），春秋时期晋国人，籍氏。
前515年十二月，诸侯的戍卒被籍秦送到成周，鲁国因为鲁昭公出逃，辞谢不去。前503年冬十一月廿三日，单武公、刘桓公在庆氏那里迎接周敬王。晋国的籍秦护送周敬王。前497年，赵稷、涉宾领着邯郸人叛晋。夏六月，上军司马籍秦包围邯郸。前496年冬十二月，在潞地晋人打败范氏、中行氏，俘虏了籍秦、高强。